# Medvedie
Medvedie – wieś (obec) na Słowacji w kraju preszowskim, powiecie Svidník.
Medvedie położone jest w historycznym kraju Szarysz na szlaku handlowym z Węgier do Polski. Pierwsze wzmianki o wsi pochodzą z roku 1572.

## Zabytki

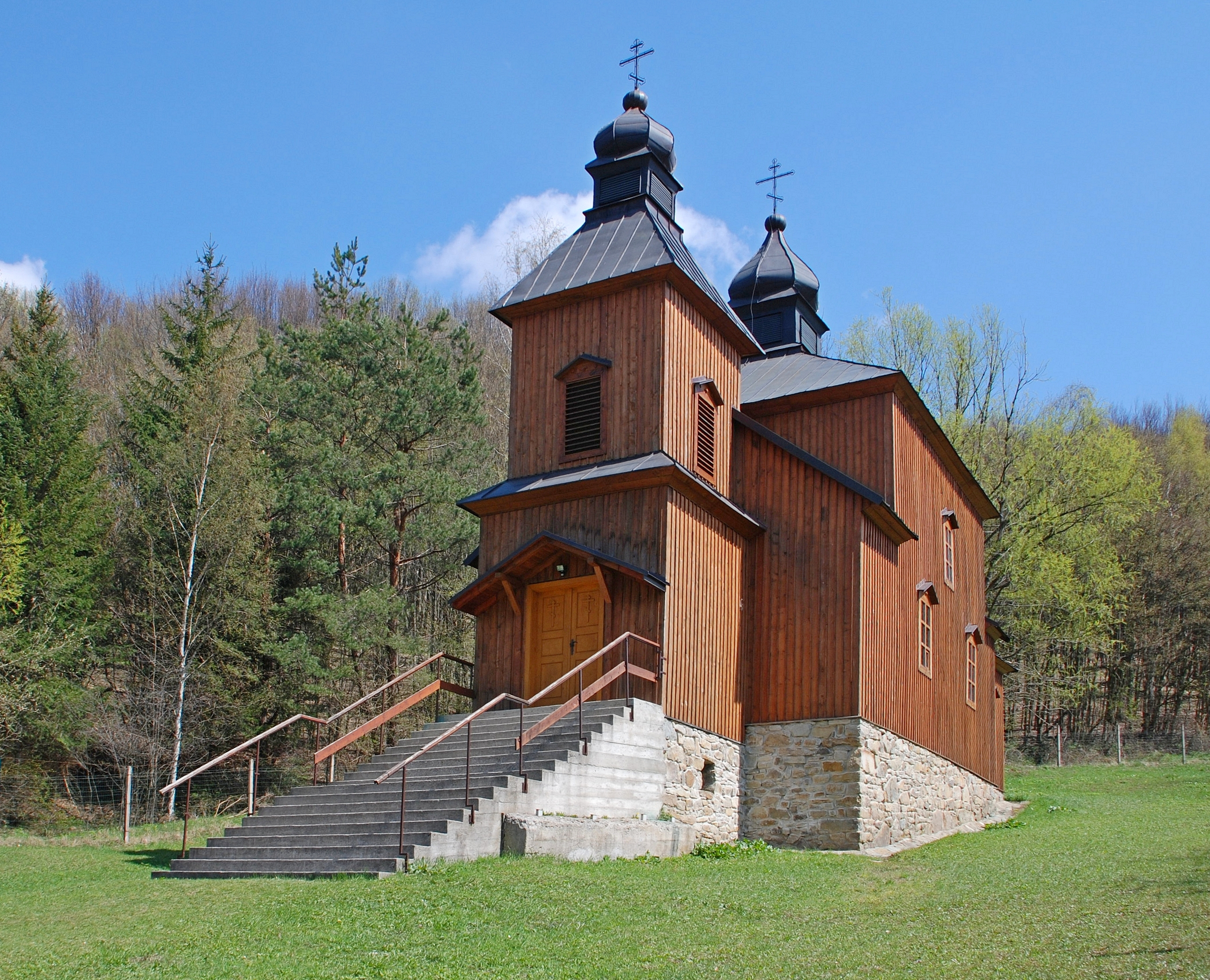
Cerkiew prawosławna
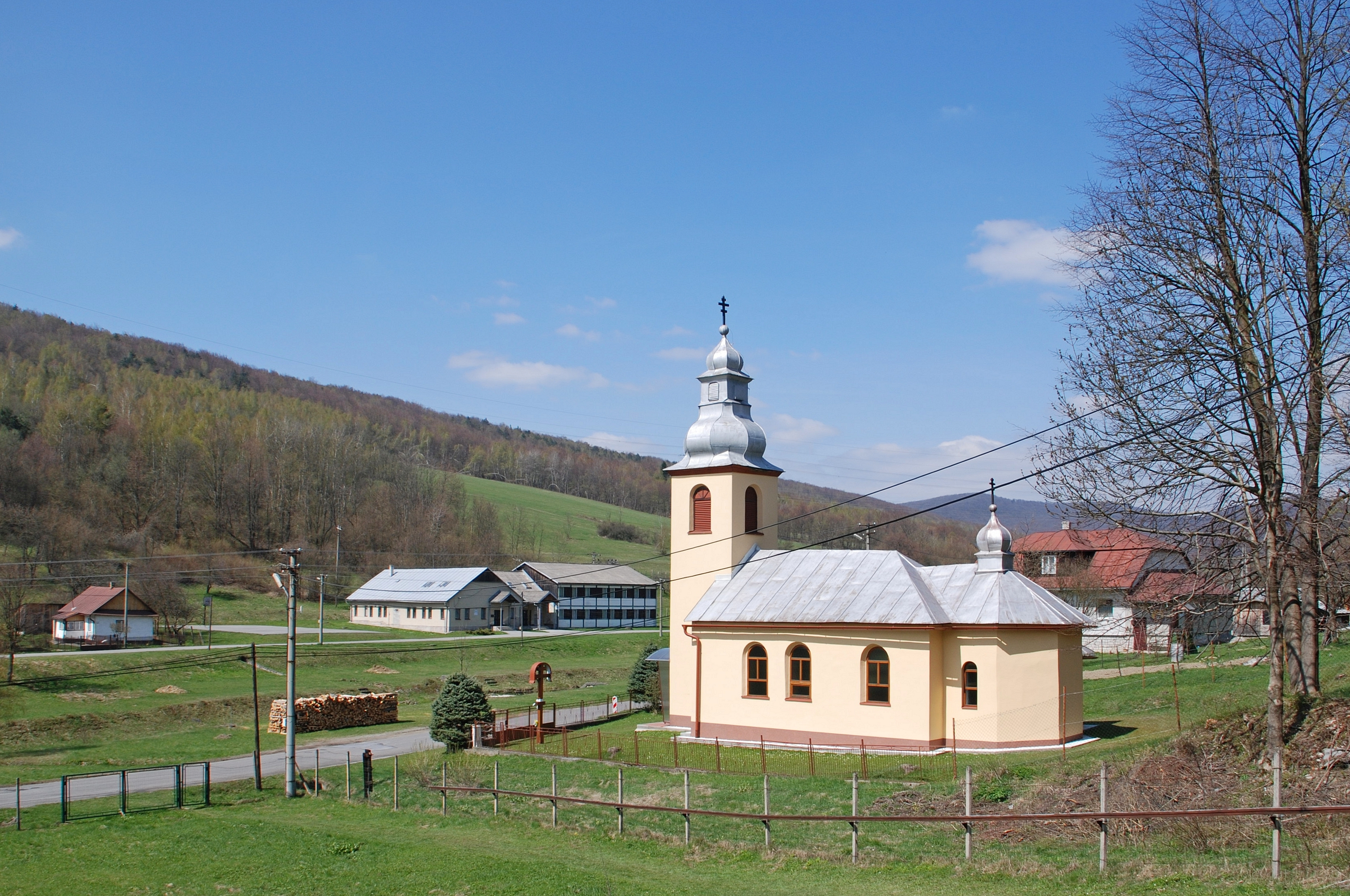
Cerkiew greckokatolicka